# Rodzina planetoidy Hilda
Rodzina planetoidy Hilda – rodzina złożona z planetoid o półosi wielkiej o długości pomiędzy 3,7 a 4,2 au, ekscentryczności orbity większej niż 0,07 oraz o inklinacji poniżej 20°. Jest to dynamiczna rodzina obiektów, które znajdują się w rezonansie orbitalnym 3:2 z Jowiszem. Daje się w niej wyróżnić dwie rodziny planetoid w klasycznym znaczeniu, pochodzące z rozpadu ciała macierzystego: właściwą rodzinę planetoidy (153) Hilda oraz rodzinę planetoidy (1911) Schubart.
Obiekty z rodziny Hildy w swoich apheliach grupują się w pobliżu orbity Jowisza w jednym z trzech punktów: po przeciwnej stronie orbity niż planeta, albo 60° przed lub za Jowiszem, w pobliżu punktów libracyjnych L4 i L5. Ze względu na rezonans orbitalny w przeciągu trzech okrążeń Słońca każda planetoida z tej rodziny przechodzi przez te trzy punkty.
Nazwa obiektów pochodzi od planetoidy (153) Hilda odkrytej w 1875 przez Johanna Palisę. Analizy z maja 2011 roku, obejmujące 1023 planetoidy należące do tej rodziny, wykazały, że dominują w niej planetoidy typu D (ok. 67% obiektów o średnicy większej niż 30 km), następne pod względem liczebności są obiekty typu P i C (łącznie ok. 27%).
W czerwcu 2009 roku w atmosferę Jowisza uderzyła planetoida prawdopodobnie należąca do tej rodziny.
Przykładowe parametry orbit planetoid należących do rodziny Hildy (stan z lipca 2022):
| Nazwa         | Średnica [km] | Średnia odl. od Słońca [au] | Inklinacja orbity | Mimośród | Rok odkrycia |
| ------------- | ------------- | --------------------------- | ----------------- | -------- | ------------ |
| (153) Hilda   | ~171          | 3,975                       | 7,83°             | 0,140    | 1875         |
| (190) Ismene  | ~159          | 3,992                       | 6,18°             | 0,168    | 1878         |
| (361) Bononia | ~154          | 3,967                       | 12,61°            | 0,211    | 1893         |